# Papendrecht
Papendrecht est une commune et un village néerlandais de 32 243 habitants  en province de Hollande-Méridionale. Papendrecht fait partie de la conurbation de la Randstad (7 100 000 habitants entre Amsterdam - Haarlem - La Haye - Dordrecht - Rotterdam - Utrecht).

## Quartiers
Les quartiers de Papendrecht sont :
- Centrum (Centre)
- Westpolder (Polder d'ouest)
- Oostpolder (Polder d'est)
- Het Eiland (l'île)
- Wilgendonk
- Kraaihoek
- Molenvliet
- Kerkbuurt (Quartier de l'église)
- Oosteind/Matena
- Westeind

## Personnalités liées
- Naomi Visser, gymnaste artistique néerlandaise née à Papendrecht en 2001
- Yolanda Hadid, mannequin et décoratrice d'intérieur, néerlandaise et américaine est née à Papendrecht en 1964
- Jan Klijnjan, international néerlandais de football, né à Papendrecht en 1945